# Aliella
Aliella je nekadašnji maleni rod cvjetnica iz porodice glavočika smješten u tribus Gnaphalieae. Postoje svega četiri endemske vrste iz Maroka
Sinonim je za Phagnalon Cass.

## Vrste
1. Aliella ballii (Klatt) Greuter = Phagnalon ballii subsp. nitidum
2. Aliella iminouakensis (Emb.) Dobignard & Jeanm. = Phagnalon iminouakense
3. Aliella latifolia (Maire) Dobignard = Phagnalon latifolium
4. Aliella platyphylla (Maire) Qaiser & Lack = Phagnalon platyphyllum